# Gefleckte Wiesenschnake

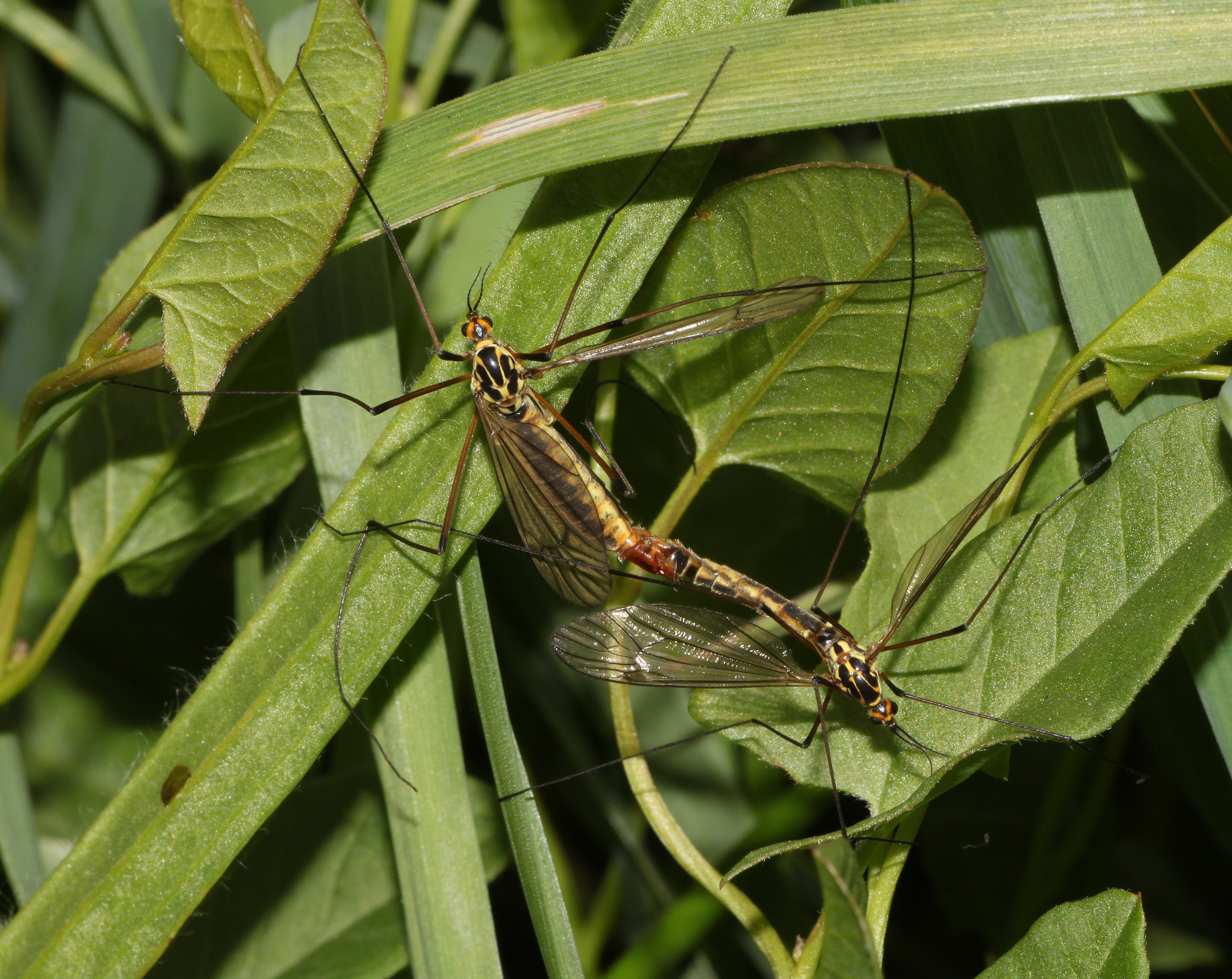
Gefleckte Wiesenschnaken bei der Paarung

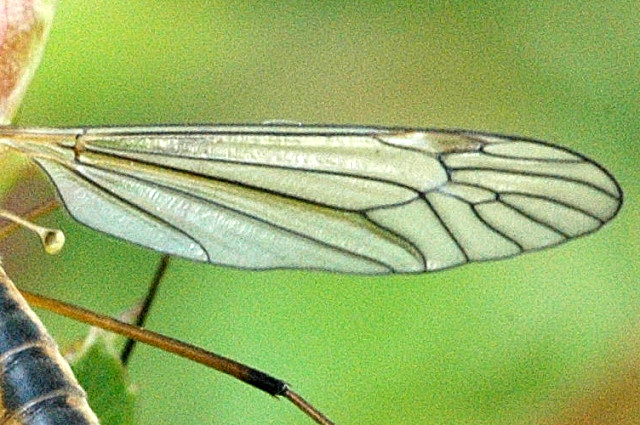
Gefleckte Wiesenschnake, Detail der Flügeladerung.

Die Gefleckte Wiesenschnake (auch Gefleckte Wiesen-Krähenschnake, Nephrotoma appendiculata) ist eine Schnake aus der Gattung der Krähenschnaken (Nephrotoma) in der Ordnung der Zweiflügler (Diptera).

## Merkmale
Imagines der Art werden zwischen 10 und 15 Millimeter lang (ohne Anhänge gemessen), die Flügellänge beträgt etwa 10 bis 14 Millimeter. Sie sind in der Grundfarbe gelb, teilweise rötlich bis rötlichbraun gefärbt, mit einer schwarzen Zeichnung. Am gelb und schwarz gezeichneten Kopf sind die Antennen vollständig dunkel gefärbt, jedes ihrer Glieder trägt einen Quirl aus Borsten, der in beiden Geschlechtern jeweils länger als das zugehörige Glied ist. Der Rumpfabschnitt trägt auf der Oberseite die für die Gattung typische Zeichnung aus drei breiten schwarzen Längsbändern auf dem Präscutum und Scutum und zwei solchen Bändern auf dem Postscutum. Auch die seitlichen Sklerite (Pleurite) sind markant schwarz auf gelbem Grund gezeichnet, der Anatergit (unter dem Scutellum) immer rein schwarz. Der Hinterleib ist gelb bis rötlichbraun mit dunklen Längsbändern auf der Ober- und Unterseite, der Sternit des ersten Segments immer rein schwarz. Das auffallend breite dorsale dunkle Band (auf der Oberseite) ist an den Segmentgrenzen fast immer schmal hell unterbrochen. Seitlich sind meist zwei schmale, unterbrochene Längsbänder vorhanden, meist in Flecken aufgelöst. Die glasklar hyalinen Flügel sind schwach bräunlich getönt, das Flügelmal (Pterostigma) kann entweder hell oder dunkel sein.
Die Art ist extrem ähnlich zu den verwandten Arten, etwa Nephrotoma flavescens und sicher nur anhand der Gestalt der Kopulationsorgane an der Spitze des Hinterleibs, insbesondere des Hypopygium des Männchens, bestimmbar. Sie gehört zu den Arten, bei denen die Spitzen der Cerci der Weibchen spitz enden.
Die Larven der Art besitzen die typische Körpergestalt der Schnakenlarven. Sie sind von einigen verwandten Arten anhand des Fleckenmusters auf dem Stigmenfeld am Hinterende unterscheidbar. Ihre Länge beträgt bis ungefähr 27 Millimeter.

## Biologie und Lebensweise
Die Art wird überwiegend im Grünland, an Hecken, Waldrändern oder Uferstreifen von Gewässern gefunden. Im Inneren von Wäldern kommt sie gelegentlich vor, ist aber hier seltener. Sie ist meist häufig und tritt gelegentlich in Massenansammlungen hunderter Individuen auf. Das Weibchen legt etwa 175 bis 275 Eier im Frühsommer mit dem langen Ovipositor in feuchter Erde, etwa 0,3 bis 1 Zentimeter unter der Oberfläche, ab. Die Eier überliegen den Hochsommer über und entwickeln sich gegen Ende des Sommers weiter. Die jungen Larven ernähren sich von pflanzlichem Detritus, ältere Larven fressen auch an Wurzeln von Pflanzen, gelegentlich auch Kulturpflanzen. Das letzte (vierte) Larvenstadium überwintert und wird im folgenden Frühjahr wieder aktiv. Die Verpuppung erfolgt im Mai an der Bodenoberfläche, bei Temperaturen von etwa 21,5 °C. Die frischen Imagines schlüpfen nach 7 bis 8 Tagen. Die Art fliegt vor allem im Mai und Juni (vereinzelt schon Ende April, bis Anfang Juli).
Die Gefleckte Wiesenschnake wird selten durch Wurzelfraß an Kulturpflanzen schädlich, etwa an Gräsern (einschließlich Getreidearten), Zuckerrüben, Kohl, Lein, selten an Nadelbaumsämlingen. Schäden geringen Umfangs wurden auch schon an Erdbeeren und Brombeeren bemerkt. Die ökonomische Bedeutung als Schädling ist gering. Imagines werden gelegentlich als Blütenbesucher, besonders an Doldenblütlern, registriert, wo sie Nektar aufnehmen.

## Verbreitung
Die Art kommt im größten Teil Europas vor, sie fehlt hier nur im Norden Skandinaviens und ist auf Irland sehr selten. Sie kommt im Mittelmeergebiet auch im Westen Nordafrikas vor. Nach Osten ist sie über Kleinasien, West- und Zentralasien (Kaukasus, Iran) bis nach China (mit Funden im Autonomen Gebiet Ningxia) verbreitet.

## Taxonomie und Systematik
Die Art wurde von Johann Wilhelm Meigen 1804 als Tipula maculata erstbeschrieben. Später bemerkte dieser, dass dieser Name ein Homonym zu Tipula maculata Linnaeus, 1758 ist und änderte den Namen 1818 zu Tipula macculosa. Dabei war ihm allerdings entgangen, dass auch dieser Name ein älteres Homonym Tipula maculosa Gmelin in Linnaeus, 1790, aufweist, also präokkupiert war. Deshalb musste anstelle von Meigens Namensbildungen der Ersatzname Nephrotoma appendiculata (erstbeschrieben 1919 als Pachyrhina appendiculata) durch Claude Pierre (1875–1934) treten.
Es werden zwei Unterarten unterschieden:
- Nephrotoma appendiculata appendiculata (Pierre, 1919)
- Nephrotoma appendiculata pertenua Oosterbroek, 1978. Verbreitet im westlichen Mittelmeergebiet, einschließlich Nordafrika. Unterscheidet sich in der Form des Fortsatzes des neunten Hinterleibstergiten am Hinterleibsende der Männchen. Weibchen sind nicht unterscheidbar. Typischerweise etwas ausgedehnter schwarz gefärbt.